# Saint-Doulchard
Saint-Doulchard és un municipi francès, situat al departament de Cher i a la regió de Centre – Vall del Loira. L'any 2007 tenia 8.941 habitants.

## Demografia

### Població
El 2007 la població de fet de Saint-Doulchard era de 8.941 persones. Hi havia 3.811 famílies, de les quals 1.027 eren unipersonals (362 homes vivint sols i 665 dones vivint soles), 1.384 parelles sense fills, 1.158 parelles amb fills i 242 famílies monoparentals amb fills.
La població ha evolucionat segons el següent gràfic:
Habitants censats

### Habitatges
El 2007 hi havia 4.025 habitatges, 3.856 eren l'habitatge principal de la família, 27 eren segones residències i 142 estaven desocupats. 3.240 eren cases i 699 eren apartaments. Dels 3.856 habitatges principals, 2.688 estaven ocupats pels seus propietaris, 1.126 estaven llogats i ocupats pels llogaters i 42 estaven cedits a títol gratuït; 88 tenien una cambra, 147 en tenien dues, 538 en tenien tres, 1.175 en tenien quatre i 1.908 en tenien cinc o més. 2.942 habitatges disposaven pel capbaix d'una plaça de pàrquing. A 1.701 habitatges hi havia un automòbil i a 1.764 n'hi havia dos o més.

### Piràmide de població
La piràmide de població per edats i sexe el 2009 era:
| Homes | Edats   | Dones |
| ----- | ------- | ----- |
| 0     | 95 o +  | 16    |
| 4     | 90 a 94 | 32    |
| 36    | 85 a 89 | 68    |
| 48    | 80 a 84 | 76    |
| 128   | 75 a 79 | 160   |
| 156   | 70 a 74 | 192   |
| 300   | 65 a 69 | 288   |
| 220   | 60 a 64 | 264   |
| 248   | 55 a 59 | 244   |
| 336   | 50 a 54 | 320   |
| 392   | 45 a 49 | 416   |
| 336   | 40 a 44 | 404   |
| 360   | 35 a 39 | 376   |
| 236   | 30 a 34 | 284   |
| 212   | 25 a 29 | 196   |
| 244   | 20 a 24 | 172   |
| 336   | 15 a 19 | 340   |
| 360   | 10 a 14 | 272   |
| 276   | 5 a 9   | 264   |
| 144   | 0 a 4   | 232   |

## Economia
El 2007 la població en edat de treballar era de 5.712 persones, 4.083 eren actives i 1.629 eren inactives. De les 4.083 persones actives 3.736 estaven ocupades (1.930 homes i 1.806 dones) i 347 estaven aturades (141 homes i 206 dones). De les 1.629 persones inactives 640 estaven jubilades, 539 estaven estudiant i 450 estaven classificades com a «altres inactius».

### Ingressos
El 2009 a Saint-Doulchard hi havia 3.948 unitats fiscals que integraven 9.265,5 persones, la mediana anual d'ingressos fiscals per persona era de 20.344 €.

### Activitats econòmiques
Dels 599 establiments que hi havia el 2007, 6 eren d'empreses extractives, 5 d'empreses alimentàries, 6 d'empreses de fabricació de material elèctric, 3 d'empreses de fabricació d'elements pel transport, 27 d'empreses de fabricació d'altres productes industrials, 80 d'empreses de construcció, 155 d'empreses de comerç i reparació d'automòbils, 21 d'empreses de transport, 35 d'empreses d'hostatgeria i restauració, 7 d'empreses d'informació i comunicació, 28 d'empreses financeres, 24 d'empreses immobiliàries, 72 d'empreses de serveis, 94 d'entitats de l'administració pública i 36 d'empreses classificades com a «altres activitats de serveis».
Dels 147 establiments de servei als particulars que hi havia el 2009, 1 era una oficina de correu, 10 oficines bancàries, 2 funeràries, 24 tallers de reparació d'automòbils i de material agrícola, 2 tallers d'inspecció tècnica de vehicles, 1 establiment de lloguer de cotxes, 2 autoescoles, 14 paletes, 9 guixaires pintors, 17 fusteries, 7 lampisteries, 9 electricistes, 8 empreses de construcció, 11 perruqueries, 1 veterinari, 19 restaurants, 6 agències immobiliàries, 2 tintoreries i 2 salons de bellesa.
Dels 46 establiments comercials que hi havia el 2009, 1 era, 3 supermercats, 3 grans superfícies de material de bricolatge, 6 fleques, 1 una carnisseria, 4 llibreries, 4 botigues de roba, 5 botigues d'equipament de la llar, 2 sabateries, 2 botigues de mobles, 5 botigues de material esportiu, 3 botigues de material de revestiment de parets i terra, 1 una botiga de material de revestiment de parets i terra, 1 un drogueria, 1 una perfumeria i 4 floristeries.
L'any 2000 a Saint-Doulchard hi havia 8 explotacions agrícoles que ocupaven un total de 776 hectàrees.

## Equipaments sanitaris i escolars
El 2009 hi havia 1 hospital de tractaments de curta durada, 1 hospital de tractaments de mitja durada (seguiment i rehabilitació, 1 maternitat, 4 farmàcies i 1 ambulància.
El 2009 hi havia 3 escoles maternals i 3 escoles elementals. Saint-Doulchard disposava d'un col·legi d'educació secundària amb 663 alumnes.

## Poblacions més properes
El següent diagrama mostra les poblacions més properes.